# Parauchenoglanis monkei
Parauchenoglanis monkei és una espècie de peix de la família dels auquenoglanídids i de l'ordre dels siluriformes.

## Morfologia
- Els mascles poden assolir 24,5 cm de longitud total.[3][4]

## Alimentació
Menja larves d'insectes, crustacis i peixets.

## Hàbitat
És un peix d'aigua dolça i de clima tropical.

## Distribució geogràfica
Es troba a Àfrica: des del riu Ouémé (Benín) fins als rius Sanaga i Dja al Camerun. També és present a la República Democràtica del Congo.